# Dorcaschesis
Dorcaschesis is een kevergeslacht uit de familie van de boktorren (Cerambycidae). De wetenschappelijke naam van het geslacht werd voor het eerst geldig gepubliceerd in 1924 door Heller.

## Soorten
Dorcaschesis is monotypisch en omvat slechts de volgende soort:
- Dorcaschesis sericata Heller, 1924